# セリベリア属
セリベリア属（Seliberia）は真正細菌プロテオバクテリア門アルファプロテオバクテリア綱ヒフォミクロビウム目ヒフォミクロビウム科の属の一つである。